# Anna Vickers
Anna Vickers (Bordeaux, 28. lipnja 1852. – Roscoff, 1. kolovoza 1906.) bila je morska algologinja i sakupljačica biljaka poznata uglavnom po svom radu na algama na Antilima i Kanarskim otocima.

## Životopis
Anna Vickers rođena je 28. lipnja 1852. u Bordeauxu u Francuskoj, iako je vjerojatno da joj je otac Britanac. U periodu 1879.–80. Posjetila je Australiju i Novi Zeland sa svojom obitelji, često putujući i zanimajući se za maorski jezik. Godine 1883. o tim je putovanjima objavila monografiju Voyage en Australie et en Novelle-Zélande. Teme kojih se dotaknula kreću se od izvodenja riječi na maorskom jeziku do paprati i algi na jugu Australije. Knjigu je ilustrirala skicama s vlastitih fotografija.
Umrla je 1. kolovoza 1906. u Roscoffu u Francuskoj.

## Znanstveni rad
Vickers je provela istraživanje morske flore oko Roscoffa, Napulja (Italija), Antiba (Francuska), Kanarskih otoka i Antila. Objavila je značajne radove u francuskim časopisima o algama na Kanarskim otocima i Barbadosu, izvještavajući o rezultatima terenskog rada na Kanarima 1895. – 96. i u Zapadnoj Indiji 1898. – 99. i 1902. – 03. Njezin rad na Kanarskim otocima doveo je do identifikacije preko 30 novih vrsta samo na otoku Gran Canaria, dok je njezin rad na Antilima doveo do opisa preko dvadeset novih vrsta.
Kad je Vickers umrla u 54. godini, ostavila je nedovršenu planiranu knjigu o barbadoskim algama. Dovršila ga je njezina kolegica Mary Shaw i postumno objavila 1908. godine kao Phycologia Barbadensis, s 93 pločice anatomskih crteža Vickersa i drugim ilustracijama u boji Mlle Trottet. Sadržavao je opise pet novih vrsta.
Usput je Vickers prikupila brojne primjerke koji su ušli u zbirku Britanskog muzeja i Njujorškog Botaničkog vrta, kao i u druge muzeje u Europi i Sjedinjenim Državama.
Vickers je odana počast kroz ime roda crvenih algi Vickersia (Karsakoff, 1896.) iz obitelji Wrangeliaceae.